# Lịch sử nước An Nam
Lịch sử nước An Nam là một văn bản lịch sử do Benedict Thiện viết vào năm 1659, kể lại lịch sử Việt Nam từ thần thoại thuở sơ khai cho đến năm 1593.
Tác giả là linh mục Công giáo Việt Nam và là thành viên Dòng Tên ở Hà Nội thế kỷ 17. Ông tóm tắt biên niên sử hoàng tộc Việt Nam với thông tin về địa lý, văn hóa, tôn giáo và giáo hội. Ông hoàn thành cuốn sử này bằng chữ Quốc Ngữ vào năm 1659, sau đem tặng cho giám mục bề trên Giovanni Filippo de Marini trước khi ông này rời khỏi Việt Nam vào năm 1661. Cuốn sách lúc đầu vốn không có tiêu đề mãi về sau mới được giám mục Đỗ Quang Chính đặt cho tên gọi Lịch sử nước An Nam.
Bản thảo gốc hiện được lưu trữ bên trong Thư viện Vatican, Tòa Thánh.

## Trích dẫn
1. ↑  Zottoli (2011), tr. 29-30.
2. ↑  Đỗ Quang Chính (1972), tr. 107-108.